# Тернопільська загальноосвітня школа № 30
Тернопільський навчально-виховний комплекс «Дошкільний навчальний заклад — загальноосвітня школа І-ІІ ступенів № 30»— середній освітній комунальний навчальний заклад Тернопільської міської ради в м. Тернополі Тернопільської області.

## Історія
У 1993 році 5 вересня в найвіддаленішому мікрорайоні Тернополя було відкрито Пронятинську неповну середню школу. На цей час у ній навчалося 84 учні, працювало 13 вчителів.
Відповідно до розпорядження № 122 виконавчого комітету Тернопільської міської ради народних депутатів від 12 квітня 1995 року Пронятинська неповна середня школа перереєстрована в середню загальноосвітню школу І-ІІІ ступенів № 30 м. Тернополя.
Педагогічний колектив школи, шукаючи свої шляхи виховання особистості, прийшов до сформування школи-родини «Дивоцвіт» у 1998 р.
В основі усієї навчально-виховної роботи лежить тісна співпраця з батьками. Відомо, що для успішного формування особистості дитини необхідна єдність школи і сім'ї. Високі вимоги суспільства до освітнього рівня молодого покоління, підготовки його до життя і праці можуть бути задоволені тільки за умови зростаючої ролі батьків у цій справі.
Співдружність школи з сім'єю, опора на родинні традиції набуває сьогодні нового педагогічного змісту та особливої актуальності. В основу системи виховної роботи нашої школи покладено ідеї родинного виховання. Трикутник «школа — учні — батьки» є опорною схемою у вирішенні більшості питань, пов'язаних з проблемами навчально-виховного процесу. Кожна його ланка є рівноправним учасником усіх шкільних справ, ідей і задумок.
З 01 жовтня 2009 року при школі створена інтернатна група для учнів-спортсменів (футболісти та легкоатлети). Суттєво розбудовується спортивний майданчик та поповнюється матеріально-технічна база.
З 2009 по 2014 навчальний рік школа працювала за спортивним профілем (напрямок футбол, волейбол, легка атлетика).учні
У 2016—2017 н р при школі відкрито садову групу

## Сучасність
В школі навчається 100 учнів.

## Педагогічний колектив
- Ярмолик Оксана Іванівна — директор
- Ваврик Ольга Володимирівна — заступнк директора з навчально-виховної роботи
- Шимків Альона Богданівна — заступнк директора з навчально-виховної роботи